# Río Papagayo
El río Papagayo es un río que fluye por el centro del estado de Guerrero, en el sur de México, y desagua en el Océano Pacífico. Su caudal se encuentra sujeto a crecidas estacionales que afectan la población que vive en sus orillas.
El río nace en la sierra de Jalisco (o Sierra de Igualatlaco), que forma parte del sistema de la sierra Madre del Sur, en proximidades de la ciudad de Chilpancingo de los Bravo. Su extensión es de unos 200 km y a lo largo de su trayectoria recorre cañadas profundas y angostas.
Entre los afluentes se cuentan el río Omitlán. 
Desemboca en el océano Pacífico en la playa Encantada, en una zona con tres lagunas costeras, Tres Palos (o Papagayo), Tacomate (o San Marcos) y Chautengo (o Nexpa).